# Intensificazione dell'impegno
Il concetto di intensificazione dell'impegno (escalation of commitment in inglese) indica, nel campo delle scienze organizzative, la tendenza a perseverare in decisioni inefficaci, anche quando è improbabile che la situazione negativa venutasi a creare possa mutare in positivo.
I ricercatori J. Ross e B. Staw, ricercatori specializzati in comportamento organizzativo hanno individuato quattro principali ragioni alla base dell'intensificazione dell'impegno:
- fattori sociali e psicologici: quali la difesa dell'ego, la pressione da parte dei colleghi, il mantenimento della propria credibilità e numerose motivazioni individuali. Si tratta della categoria di fattori maggiormente influente;
- fattori organizzativi: tra i più comuni, interruzioni della comunicazione, inerzia politica, questioni politiche;
- caratteristiche di progetto: tipiche dei progetti le cui caratteristiche prevedono obiettivi di lungo termine. La durata temporale prevista spinge i decisori a continuare fino alla fine, interpretando gli imprevisti come momentanei, giustificati come intoppi a cui porre rimedio;
- fattori contestuali: dovuti a forze esterne, difficilmente controllabili dall'organizzazione; primo tra questi fattori è la cultura nazionale.